# El juego de la lógica
El juego de la lógica (en inglés The Game of Logic) es un ensayo filosófico y de problemas matemáticos escrito por Lewis Carroll en 1886, en los que plantea algunos ejemplos claves de lógica, en especial de lógica simbólica.
En la obra se refleja la obsesión del autor por tenerlo todo calculado.